# ParaHoxozoa
ParaHoxozoa je predložena bazalna klada unutar eumetazojskih životinja, da bude sestrinska grupa Ctenophora i da sadrži skoro sve glavne životinjske grupe. Ona se sastoji se od Bilateria, Placozoa i Cnidaria.